# Славейче (списание)
„Славейче“ е българско месечно илюстровано литературно списание за малки деца, включително начална училищна възраст.

## История
Излиза без прекъсване над 50 години от основаването си през декември 1956 г. и е най-продължително съществувалото списание за деца в България. Издание е на Съюза на българските писатели и Министерството на народната просвета.
Създадено е от поета Лъчезар Станчев, като резултат от многогодишен издателски – редакторски опит от началото на 1930-те години с вестник „Весела дружина“ (1933 – 1947 с библиотека от малки книжки, заедно с брат му Емил Коралов), библиотека „Герои“ (1940 – 1943), библиотека „Незабравки“ (1946 – 1947, заедно с Ел. Бояджиева), сп. „Чавдарче“ (1946 – 1948) и сп. „Дружинка“ (1948 – 1949).
Първият брой излиза от печат за Коледа 25 декември 1956 г. В началния 10-годишен период (1956 – 1967) на сп. „Славейче“ с главен редактор Лъчезар Станчев (с поканени за редактори Атанас Душков, Пламен Цонев и художник Любен Зидаров), постепенно се провежда „корпоративно“ добавяне към списанието на приложения „Библиотека Славейче“ – 10 малки книжки и малък вестник „Весело Славейче“. Реализирана е възможност за специални за авторите повишени хонорари основани на постигнатия десетократно по-голям тираж 120 000 броя в сравнение с други подобни издания. По конюнктурни съображения не се разрешава тиражът да бъде увеличен, но въпреки това, „Славейче“ се самоиздържа и финансира СБП за разлика от другите издания, които са на дотации.
В илюстрованото списание се публикуват произведения на съвременни и класически автори на литература за деца, преводи, нотирани песни, забавни четива и гатанки предназначени за насърчение на културното израстване на децата. Обменят се на реципрочна основа материали за публикуване с детски списания от цял свят, пример е износът на българско магаре за Германия (ГДР) срещу дребни играчки за приложение към всеки брой на списанието. В България списанието „корпоративно“ си сътрудничи с производители на играчки и детски продукти насърчавани чрез марката „Славейче“.
Специално внимание се отделя на привлекателните разкази в картини, в които текстът не се представя в балончета, за да не бъдат поставяни в категорията на „отречените по това време“ комикси.
Списанието поддържа напълно отворен кръг от сътрудници автори (включително художници) и усилия за привличане на нови автори с първи творби за деца като: Йордан Вълчев, Стоян Венев, Тодор Динов, Найден Вълчев, и др.
След съзидателния първи 10-годишен период на „Славейче“ следващите редактори се задоволяват с поддържане на тиража.

## Екип на сп. „Славейче“

### Главни редактори
- Лъчезар Станчев (1956 – 1967),
- Иван Давидков (1968),
- Михаил Лъкатник (1969 – 1974),
- Георги Струмски (1975 – 1976), (1978 – 1989),
- Николай Соколов (1976 – 1977),
- Кирил Назъров (1990 – 1995),
- Панчо Панчев (1996 – 2007)

### Художници–редактори
- Любен Зидаров,
- Стоян Анастасов,
- Николай Стоянов, и др.